# عادل عزت
عادل بن محمد عزت رئيس الاتحاد السعودي لكرة القدم السابق، قدم ترشحه رسميا لانتخابات رئاسة اتحاد الكرة السعودي التي أجريت 31 ديسمبر 2016 وفاز بها. مواليد مكة المكرمة عام 1974.

## التعليم
- بكالوريوس الهندسة الكهربائية والحاسبات الآلية (جامعة الملك عبد العزيز)
- الدراسات العليا في الإدارة والتسويق من جامعات مانشستر وباريس ونوتنغهام.

## الحياة العملية
- رئيس مجلس إدارة الاتحاد العربي السعودي لكرة القدم 31ديسمبر 2016 – 2018
- عضو مجلس إدارة الاتحاد العربي السعودي للجودو حتى 1 نوفمبر 2016.
- المدير العام التنفيذي لدوري عبد اللطيف جميل من عام 2012 وحتى أغسطس 2015.
- قيادة مفاوضات وتصميم وتنفيذ برنامج الرعاية دوري عبد اللطيف جميل وإدارته وهي الرعاية الأكبر على مستوى القارة بقيمة ستمائة مليون ريال 2013 - 2019.
- المتحدث الرسمي باسم الشركة في دوري عبد اللطيف جميل وكل الشئون الخاصة بكرة القدم 2010 - 2015.
- المشاركة في تتويج بطل الدوري مع رئيس الاتحاد السعودي لكرة القدم ورئيس رابطة دوري المحترفين في موسمين 2013/2014 و2014/2015.
- المشاركة كمتحدث رئيسي في مؤتمر (سوكر اكس) الدولي عام 2014 و2015 و2016 المشاركة بأوراق عمل عديدة لتطوير كرة القدم.
- المشاركة كمتحدث رئيسي في منتدى الاستثمار الرياضي بالسعودية على هامش بطولة الخليج لكرة القدم بالرياض عام 2015.
- المشاركة كمتحدث رئيسي في منتدى ديوانية الرياضة بجدة عام 2015 وتقديم ورقة عمل بخصوص الرعاية الرياضية.
- محاضر في مهارات الاتصال والقيادة في المجال الرياضي لطلاب الماجستير بتخصص الإدارة الرياضية بجامعة الملك عبد العزيز 2015.
- قيادة رعاية النادي الأهلي ونادي الشباب في نهائي كأس خادم الحرميين الشريفين في افتتاح مدينة الملك عبد الله بن عبد العزيز 2014.
- عضو شرف النادي الأهلي السعودي من عام 2009 حتى أكتوبر 2016.
- قيادة وضع وتطوير إستراتيجية رعاية الدوري في 2011 - 2012 مع أبرز بيوت الخبرة العالمية المتخصصة في كرة القدم.
- قيادة رعاية تويوتا لحكام كرة القدم بالمملكة لأول مرة في تاريخ الرياضة بالمملكة 2011 - 2012.
- قيادة رعاية تويوتا كراعي مشارك لأندية الاتحاد-النصر-الأهلي-الشباب-الاتفاق 2011 - 2012.
- كاتب عمود أسبوعي في جريدة الرياضي في مجال كرة القدم 2008 - 2012.
- رئيس اللجنة العليا لمسابقة نجوم الموسم من عبد اللطيف جميل وجريدة الرياضي وبرعاية صاحب السمو الملكي الأمير سلطان بن فهد 2008 - 2010
- قيادة رعاية دايهاتسو لمهرجان تكريم اللاعب الدولي ماجد عبد الله عام 2008.
- قيادة استفتاء دايهاتسو لأندية كرة القدم الأكثر جماهيرية بالمملكة 2007 - 2009.
- مستشار رياضي وإداري لمدير عام جريدة الرياضي 2005 - 2007.
- لاعب كرة قدم في الفئات السنية بالنادي الأهلي 1986 - 1989.